# Дудниково
Ду́дниково (рос. Дудниково, ерз. Дудникова) — присілок у складі Теньгушевського району Мордовії, Росія. Входить до складу Теньгушевського сільського поселення.
Населення — 159 осіб (2010; 194 у 2002).
Національний склад (станом на 2002 рік):
- мордва — 50 %
- ерзяни — 36 %